# Jane Norling
Jane Norling   () és una artista visual estatunidenca activa als espais contraculturals de la badia de San Francisco des del 1970. El seu treball aborda la justícia social i ambiental i les preocupacions estètiques a través de l'art públic, el disseny gràfic, la pintura, el gravat i la premsa. Es va graduar al Bennington College el 1968 amb una llicenciatura en arts visuals i va començar la seva carrera dissenyant llibres per a Random House abans de traslladar-se a San Francisco.

## Trajectòria
El 1972, com a membre de Peoples Press, que publicava l'edició estatunidenca de la revista Tricontinental, Norling va viatjar a Cuba per a treballar amb el departament de disseny de l'OSPAAAL on va fer un cartell dedicat a la lluita del poble de Puerto Rico. Aquest treball s'ha convertit en un dels seus dissenys més reconeguts. Norling va ser una de les vuit dones que van dissenyar un total de 22 pòsters del total de 326 pòsters coneguts de l'OSPAAAL. Peoples Press era un col·lectiu no jeràrquic on el disseny, la impressió offset i tots els aspectes de la gestió i funcionament de la impremta es consideraven del mateix mèrit, ja que cada membre del col·lectiu aprenia i realitzava totes les tasques per a prendre consciència de cada part del procés. A Peoples Press, Norling va col·laborar amb Gail Dolgin el 1978 en un cartell per al Dia Internacional de la Dona. El disseny d'aquest cartell va ser extret d'un dels murals de Norling, Sistersongs of liberation.
Norling ha il·lustrat i dissenyat logotips i materials impresos que inclouen projectes del Departament de Salut Pública de Califòrnia i fullets per al Departament de Relacions Industrials de Califòrnia, com ara el cartell serigrafiat de 1980 La leche materna es la mejor per a una campanya d'alimentació i nutrició a Santa Cruz.
El seu cartellisme es va incloure a l'exposició del 2003 One Struggle, Two Communities: Late 20th Century Political Posters of Havana, Cuba and the San Francisco Bay Area al Berkeley Art Center. El 2011, la seva pintura Absence es va incloure en una exposició d'art itinerant sobre els deu anys de guerra dels EUA contra l'Afganistan. Aquesta pintura representa un grup de dones afganeses de les quals una sosté una figura blanca buida que significa l'infant que ha perdut a la guerra.
El treball més recent de Norling se centra en la pintura d'estudi, concretament en paisatges abstractes inspirats en visites a parcs nacionals i altres zones exteriors d'una bellesa expansiva. El seu treball també ha aparegut a la portada de la publicació de 2009 de Margaret Randall, Their Backs to the Sea.